# خرغوس سيبيري
خرغوس سيبيري (الاسم العلمي:Caltha sibirica) هو نوع من النباتات يتبع جنس الخرغوس من الفصيلة الحوذانية.